# Хуланьхэ
Хуланьхэ́ (кит. упр. 呼兰河) — река в китайской провинции Хэйлунцзян, левый приток Сунгари. Длина реки — 532 км.

## География
Исток реки находится в юго-западной части горной системы Малый Хинган западнее горы Луцуйшань. Река течёт на юго-запад по территории городского уезда Тели городского округа Ичунь, затем на запад по территории городского округа Суйхуа, огибая с севера главный городской район Бэйлинь. Пройдя между Бэйлинем и Ванкуем, река принимает с севера приток Тункэньхэ и круто поворачивает на юг, отделяя Бэйлинь от Цингана и Ланьси. Затем река течёт на юго-восток, попадая на территорию Харбина, и на землях района Хулань впадает в Сунгари.

## Топонимика
По реке Хуланьхэ названы:
- харбинский район Хулань
- уезд Ланьси («к западу от Хуланьхэ») городского округа Суйхуа
- в 1941 году знаменитая китайская писательница Сяо Хун написала повесть «Хуланьхэ чуань» («Предание с реки Хуланьхэ»)